# Geranium dalmaticum
Geranium dalmaticum là một loài thực vật có hoa trong họ Mỏ hạc. Loài này được (Beck) Rech.f. mô tả khoa học đầu tiên năm 1934.

## Hình ảnh

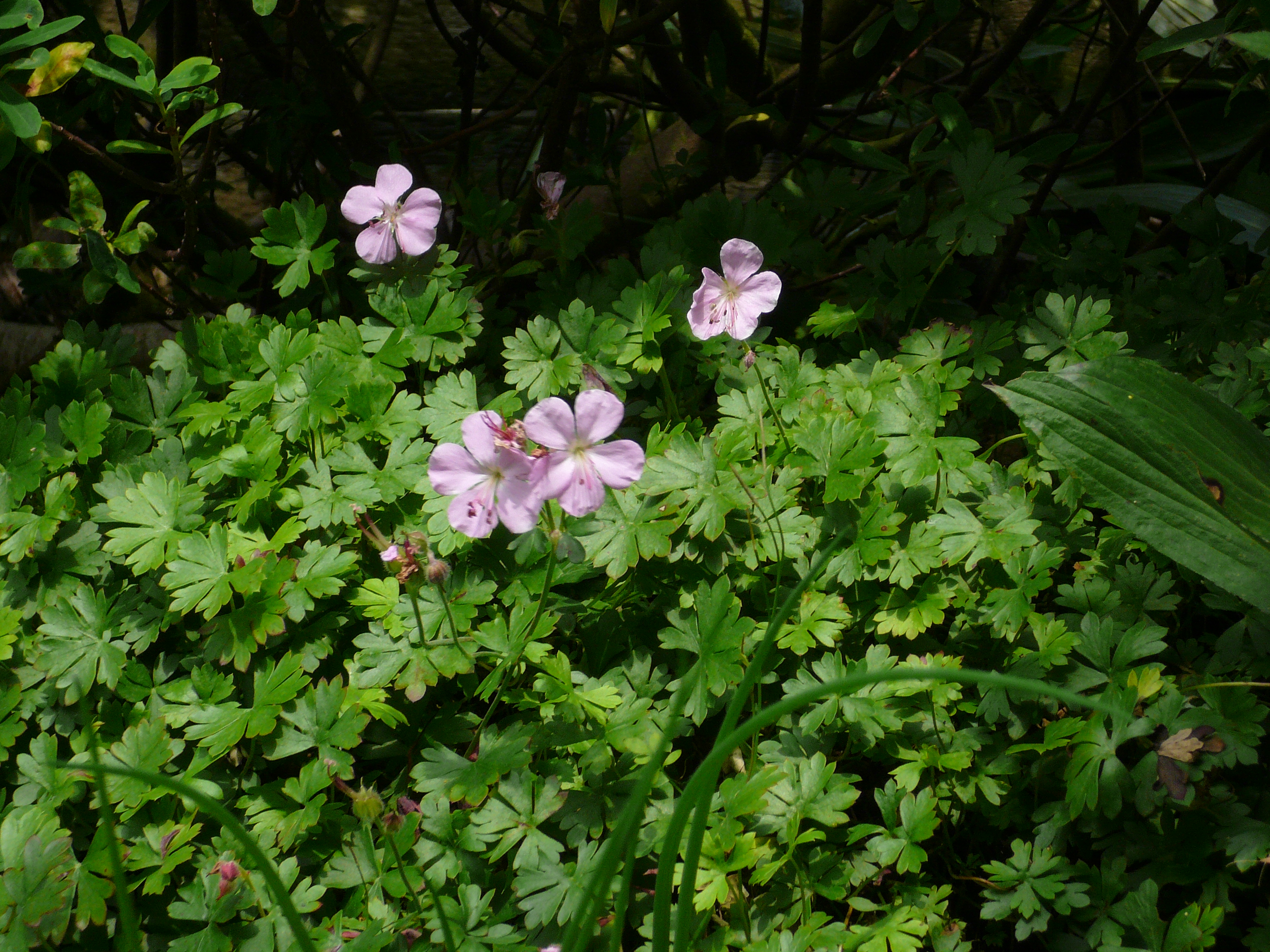
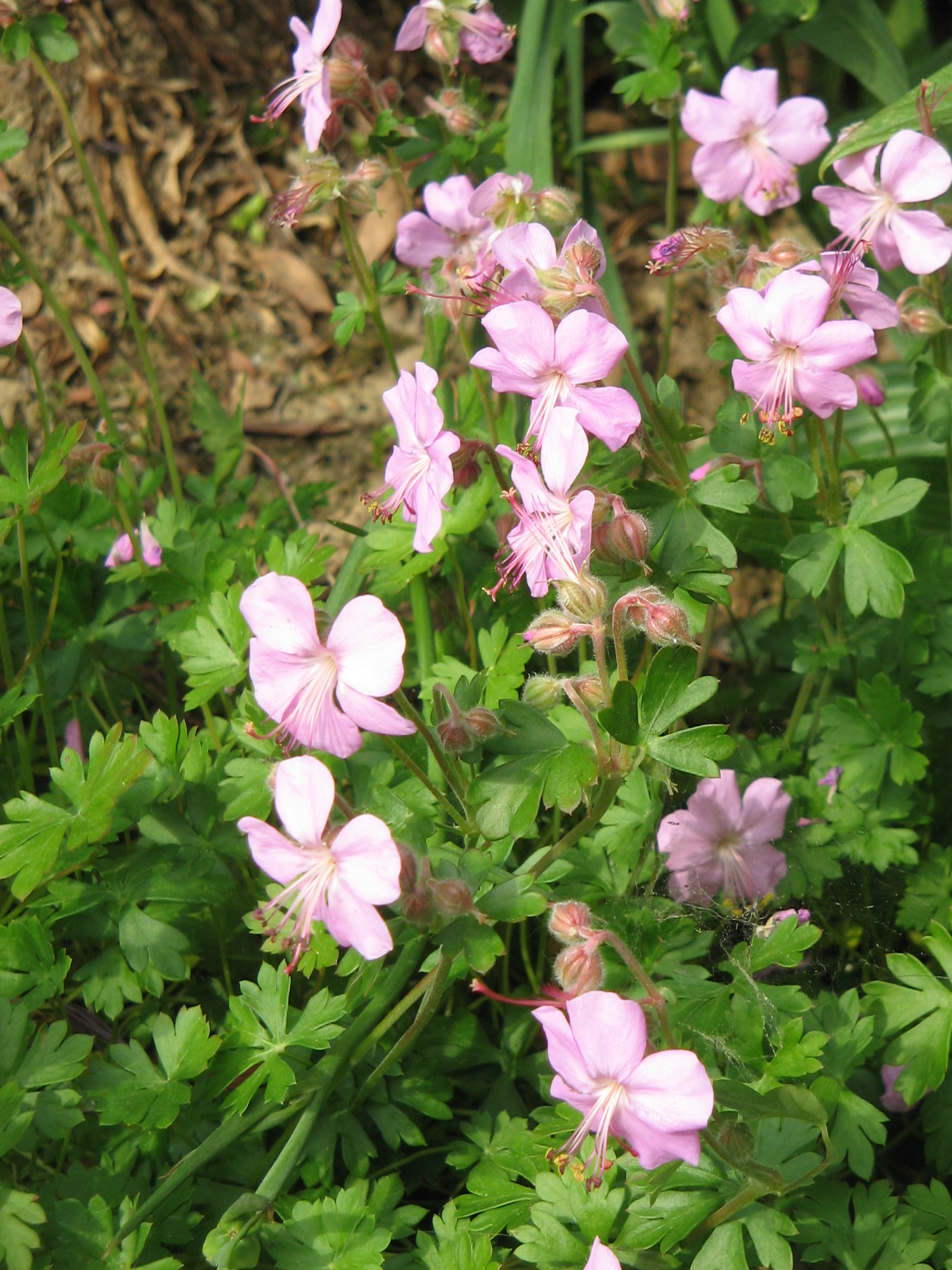
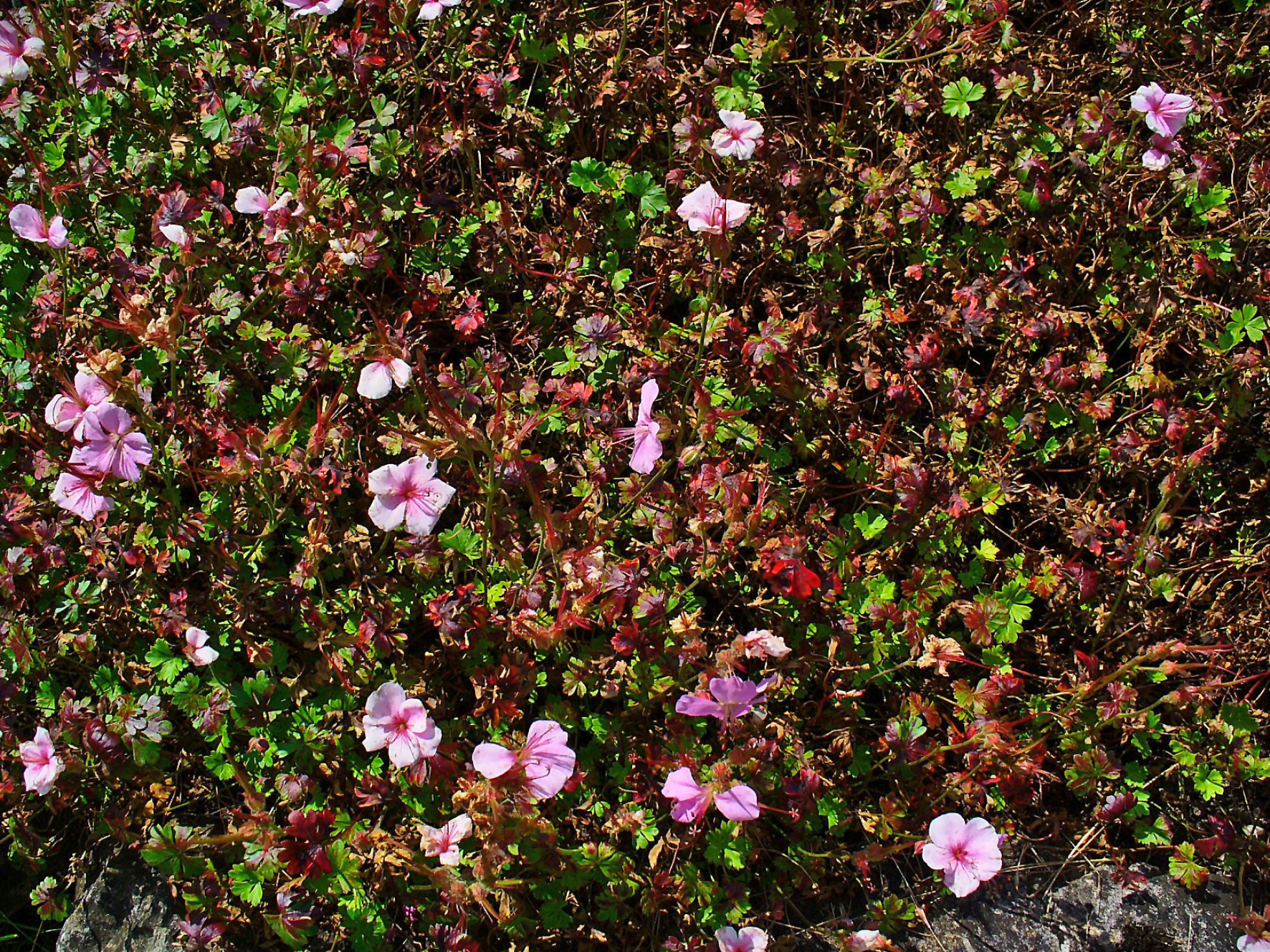
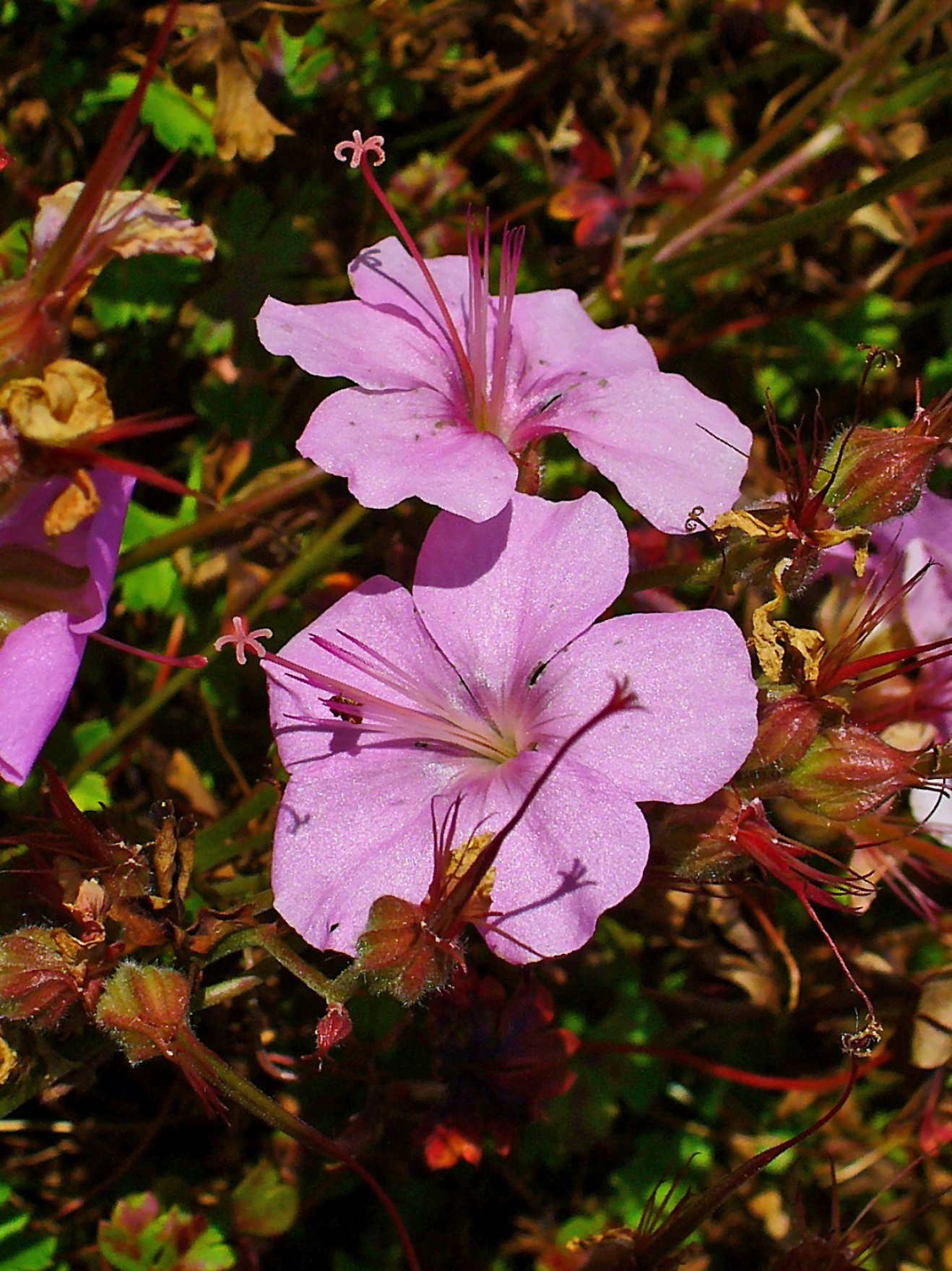